# Abou Khalil al-Qabbani
Abou Khalil al-Qabbani (en arabe : أبو خليل القباني) fut un dramaturge syrien. Il est considéré comme le « père » du théâtre syrien.
Comme l'a relevé Atia Abul Naga :

« D'après Muhammad Kurd Alî et al-Jundî, Qabbânî aurait joué sa première pièce en 1865. Mais si cela était exact, le wâlî Subhî Pacha n'aurait pas recouru, en 1871, à un Libanais pour entraîner les Syriens à jouer Iskandar al-Maqdûni. »